# واورلی (ویرجینیای غربی)
واورلی(به انگلیسی: Waverly) شهری در ایالت ویرجینیای غربی کشور ایالات متحده آمریکا است که جمعیت آن در سرشماری سال ۲۰۱۰ میلادی، ۳۹۵ نفر بوده‌است.